# District de Chilubi
Le district de Chilubi est un district de Zambie, situé dans la Province Septentrionale. Sa capitale se situe à Chilubi. Selon le recensement zambien de 2000, le district a une population de 66 338 personnes.